# Copake Falls
Copake Falls est une census-designated place du comté de Columbia, dans l'État de New York, aux États-Unis. En 2020, elle compte une population de 181 habitants.